# Риф яскравості
Риф яскравості (англ. Brightness Reef) — науково-фантастичний роман 1995 року Дейвіда Бріна. Це четверта книжка із серії з шести книжок про так званий «всесвіт піднесення», який спроєктував сам автор (попередній роман — «Війна за Піднесення», а наступний — «Берег нескінченності»). Цей роман був номінований на премії «Г'юго» та «Локус» як найкращий роман цього жанру в 1996 році.

## Дія
Дія роману розгортається в майбутньому на планеті під назвою Дзідзьо, яка за галактичними законами є «залишеною парою». Це означає, що її попередні орендарі покинули планету, щоб дати простір і час природі планети відновитися. Однак з різних причин, рятуючись від відплати або в пошуках життя поза суворими галактичними законами, на планету таємно прибуло цілих сім розумних рас, включаючи людей. Ті перші біженці відмовилися від своїх передових технологій, викинувши їх у море за допомогою своїх космічних кораблів. Вони залишили своїм нащадкам життя, схоже на середньовіччя та «священне писання», у якому від них вимагається дбайливе ставлення до планети (екологічне), на якій їхня присутність не схвалюється.
Через кілька сотень років нащадки цих «ранніх прибульців» встановили спосіб життя відповідно до священних писань своїх предків, яких вони називають «зоряними богами», але весь час боячись відплати, яка прийде з неба, щоб покарати їх за злочини, вчинені їхніми предками. Єдина надія, що вони стануть на «шлях порятунку» і «набудуть невинності», а це означає, що вони повільно, через покоління, втрачають розум і «переходять» на стадію тварин. Лише одній расі це вдалося, а решта жили, встановивши між собою «великий мир». Глави рас, які рівні між собою, є великими мудрецями, які приймають дедалі важливіші рішення в усіх спільнотах. Хоча весь час їхні будівлі приховані та створені під навколишнє середовище (наприклад, дамби та мости схожі на купи колод, які випадково занесло туди течія), їх все одно знаходить космічний корабель. Паніка виникає по всій населеній частині планети, але виявляється, що прибульці не є представниками галактичних інститутів, а «бандити», які прийшли «вкрасти» з планети передрозумні раси, які вони «піднесуть» і створити з них своїх слуг. Починається дуже складна гра, в якій кожна сторона хоче дізнатися про наміри іншої, тим більше, що злочинцям не в інтересах залишати на планеті живих свідків свого злочину. Крім того, з'ясовується, що «крадіжка генів» — не єдиний мотив, за яким прийшли злочинці.

## Цитати
|  | Наш людський мудрець лаконічно дотепно підсумував цю ситуацію. Лестер Кемпбелл буркнув англійською, дуже мудро: «Ця «довіра» буде кудлатою.» Потім він почухав голову пророчим і відповідним жестом. |

## Переклади
- фр. Rédemption («Порятунок»), 1997.
- нім. Die Botschaft der Delphine («Повідомлення від дельфіна»), 2001.
- пол. Rafa jasności («Риф блиску»), 1997.
- рос. Риф яркости («Риф блиску»), 2003.
- ісп. Arrecife Brillante («Чистий берег»), 1998.